# Таманги
Таманги(на Деванагари:तामाङ; tāmāṅ) е етническа група в Непал. Името им означава „търговец на коне“. По-голямата част от тях следват тибетския будизъм.. Смята се, че тамангите са били в хималайската зона на Непал по-дълго от всяка друга група. Към днешна дата тази етническа група наброява около милион представители.